# Apología del delito
Apología del delito es un término usado frecuentemente en lenguaje jurídico —habitualmente en el ámbito del derecho penal— relacionado con la defensa de ideologías controvertidas.
La apología del delito intenta justificar acciones ilegales o de dudosa legalidad, normalmente mediante el discurso, tratando de hacer comprender que la acción debe realizarse por corresponder con los principios éticos de los que se hacen gala. Es el elogio público de un acto que ha sido declarado criminal.

## Efectos legales
Es considerado un acto instigante indirectamente. La apología (o aprobación) en privado de un delito no constituye un acto ilícito.
En el caso de lo público, es considerada un crimen dentro del derecho penal de la Constitución de Uruguay y es perseguida como tal pudiendo ser penada con prisión.